# 中原官话
中原官话是官话的一个分支，為中原民系與關中民系的母語，其母語人口有1.86億人，在官話區中仅次于西南官话。
中原官話以河南、陕西关中、魯西南为中心，覆及蘇北、皖北、冀南、晉南、隴東南、寧、青東南、南疆等地，此外在天津市区及部分郊区、江蘇苏州市吳江區松陵鎮、長興縣、皖南宣城廣德市部分地区、浙江湖州长兴部分地区、杭州市等地，中原官話亦有方言岛分布，共392个县市。

## 分区

### 分區歷史

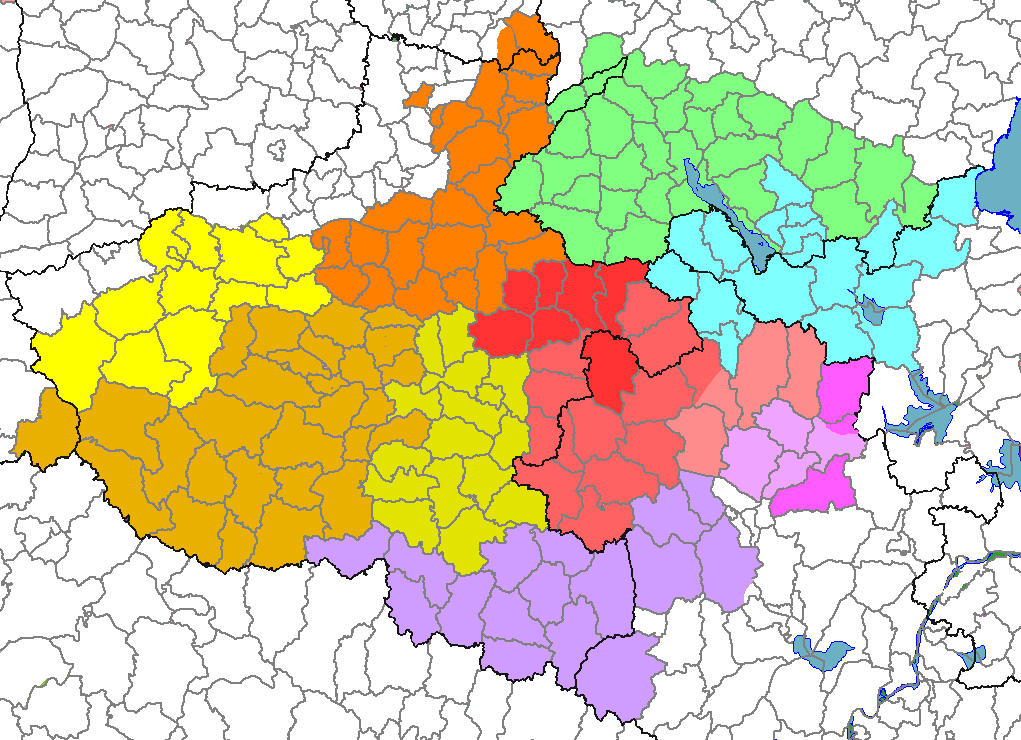
中原官話核心區分布圖

1934年上海申報館出版的《中華民國新地圖‧語言區域圖》將中國語系分為華北官話區、華南官話區、吳方言、閩方言、客家方言、粵方言、海南方言七種。中原官話屬於華北官話區。1984年的民族語則將中原官話分拆入北方官話與西北官話中。
1985年，中國科學院語言研究所（今中國社會科學院語言研究所）李榮發表〈官話方言的分區〉，將中原官話獨立分出。1987年，中國社會科學院和澳洲人文學院合作編纂《中國語言地圖集》，將中原官話分為9片，分別為：鄭曹片、蔡魯片、洛徐片、信蚌片、汾河片、關中片、秦隴片、隴中片、南疆片 中華民國教育部漢字古今音資料庫中的小學堂官話 （页面存档备份，存于）亦沿用此分類法。
2005年，中國社會科學院語言研究所發表《中原官話分區（稿）》一文，將關東的中原官話東半部重新分區，分為兗菏片、徐淮片、鄭開片、洛嵩片、南魯片、漯項片、商阜片、信蚌片8片。2012年，中國社會科學院語言研究所、中國社會科學院民族學與人類學研究所、香港城市大學語言資訊科學研究中心撰寫的《中國語言地圖集（第2版）》承襲此分類，將中原官話分为十四片。

### 現行分區
| 分片名称 | 主要分布地区                                                                                               | 說明 |
| -------- | --- | --- |
| 郑开片   | 中原北側：河南鄭州、開封、鶴壁、濮陽，冀南大名縣、魏縣東。                                                 | 屬於淮北河南話，毗鄰晉語邯新片區及冀魯官話區。平翹音為鄭開型。                                                             |
| 洛嵩片   | 中原西北豫西洛阳市、三门峡市澠池縣、義馬市、盧氏縣、郑州市鞏義市登封市焦作市孟州市，此片都分布在河南境內。 | 屬於淮北河南話，東有郑开片，西有關中片，南有南魯片，北為晉語邯新片區。以洛陽話為代表。平翹音為洛陽型。                     |
| 南鲁片   | 中原西南：豫西南南陽、豫中許昌、平頂山，以及陝東南商南縣。                                                 | 屬於淮北河南話，東有漯项片，西過渡至西南官話川黔片漢中話，南有信蚌片及西南官話湖廣片，北接鄭開、洛嵩二片。平翹音為蔡魯型。 |
| 漯项片   | 中原中央偏西：豫東南漯河、周口、駐馬店，此片都分布在河南境內。                                             | 屬於淮北河南話，東有商阜片，西有南鲁片，南有信蚌片，北有鄭開片，四面都被中原官話包圍。平翹音為蔡魯型。                     |
| 商阜片   | 中原中央偏東：豫東商丘，皖北阜陽、亳州、宿州。                                                             | 屬於淮北河南話，東有徐淮片，西有漯项片，南有信蚌片，北有兖菏片及鄭開片，四面都被中原官話包圍。                             |
| 信蚌片   | 中原東南邊緣：豫南信陽，皖東北蚌埠。                                                                       | 屬於淮南河南話，毗鄰江淮官話黃孝片及洪巢片寧廬方言區。                                                                     |
| 兖菏片   | 中原東北：魯西南兗州、菏澤、棗莊、郯城、臨沂等市，豫東北的范縣、台前縣，幾乎在山東境內。                   | 毗鄰山東的冀魯官話區，是山東話的一種，平翹音兼具三種類型。                                                                 |
| 徐淮片   | 中原東側：蘇北徐州、宿遷，皖北淮北、宿州，豫東永城市、夏邑縣，魯西南棗莊。                                 | 位於黃淮平原邊界，毗鄰江淮官話洪巢片揚淮方言區，平翹音有洛陽型及蔡魯型。以徐州話為代表。                                   |
| 汾河片   | 晉南汾河下游的臨汾、運城，陝東韓城。                                                                       | 與晉語呂梁片有關聯，是晉語演化成中原官話的過渡區。是否歸屬於晉語，目前存在爭議。                                           |
| 关中片   | 陝西西安、銅川、咸陽、渭南、商洛，寧夏涇源縣，甘肅寧縣，豫西三門峽湖濱區。                                 | 即關中東府話，以西安話為代表。                                                                                             |
| 秦陇片   | 陝西寶雞，寧夏固原，甘肅東南平涼、慶陽、隴南，在青海西寧有方言飛地。                                       | 即關中西府話。毗鄰蘭銀官話區。                                                                                             |
| 陇中片   | 甘肅東南天水、定西，寧夏西吉縣、隆德縣。                                                                   | |
| 河州片   | 甘肅臨夏回族自治州，青海民和回族土族自治縣、循化撒拉族自治縣、樂都、同仁。                                 | 毗鄰蘭銀官話區，詞彙多為漢語詞，但語法為突厥語架構。                                                                       |
| 南疆片   | 甘肅敦煌，新疆塔里木盆地吐魯番、庫爾勒、喀什、和田、阿克蘇、阿圖什等。                                     | 包含新疆生產建設兵團河南移民的「團場話」。                                                                                 |

## 語音特徵

### 入聲歸派
中原官话之中，中古漢語入声清音声母和次浊声母字今读阴平，入声全浊声母字今读阳平，這是中原官话区的主要特点。入声次浊声母字读阴平是區分點，與冀鲁官话或胶辽官话（讀去聲）相異。中原民系形成与明初山西洪洞大槐树移民有關，在入聲歸派上，晉語將清入與次濁入讀作陰入，中原官话便派入陰平；晉語將全濁入讀為陽入，中原官话派入陽平。由此可見兩種語言的對應關係。
在入聲韻變成舒聲韻的過程中，中原官話也與北京官話有所差異：
| 中古漢語韻攝 | 中原官話韻母    | 北京官話韻母 | 例字       |
| ------------ | --------------- | ------------ | ---------- |
| 曾攝、梗攝   | /ɛ/、/aɪ/、/ei/ | /ɤ/          | 則、客、德 |
| 宕攝、江攝   | /io/、/yo/      | /iau/        | 藥、角、學 |
| 山攝         | /ye/、/yo/      | /ye/         | 缺、雪、月 |

### 平翹音
中古漢語中，知組字（舌上音）與照組字（正齒音）讀齦後音，精組字（正齒音）讀齒齦音，歷經歷史演變，兩者分合在中原官話中大致有三種模式：
1. 鄭開型：知照組讀翹舌音，精組讀平舌音，可見發生輔音後移。
2. 洛陽型：合口字讀翹舌音；開口字中，止攝知組（如知、池）讀翹舌音，照組（如紙、翅）讀平舌音，發音與三十六字母相近；除止攝外，知組三等字（如張、場）、章組（如周、手）讀翹舌音，知組二等字（如罩、茶）、莊組（如查、沙）、精組讀平舌音，發音與切韻音相近。
3. 蔡魯型：知照精組字均讀平舌音。豫東南、魯南部分地區及其他零星區域屬於此類，如駐馬店、濟寧等。

《中國語言地圖集》曾依以上三種模式,將中原官話分出鄭曹片（1）、洛徐片（2）、蔡魯片（3）三區。

### 尖團音
北京官話中尖團合流，中原官話則大多會區分尖團音。中古的見組細音顎音化變成團音（gi變成ji，ki變成qi,hi變成xi），但中古精組細音不顎化，仍保持尖音的讀法。對立範例諸如“箭zian／劍jian”、“小siao／曉xiao”、“酒ziu／久jiu”、“親cin／欽qin”、“心sin／欣xin”、“積zi／雞ji”、“先sian／掀xian”、“千cian／牽qian”等，斜線前為尖音，斜線後為團音。尖團區分在老年人中常見，而年輕人受普通話影響，多已合流。

### 輕脣音
中古知組、照組合口字，在中原官話區東部（魯西南、豫東、蘇北、皖北）和西部（關中、晉南、隴東、南疆）等地有輕脣音讀法。常見的是將shu-讀為唇音f-音，如書讀做fu,水讀做fei，雙讀作fang；西安、棗莊等地或將zhu-,chu-分別讀作清脣齒塞擦音bv-, pf-。如抓讀作bva,吹讀作pfei等。
中古輕脣音部分，在中古後期發音為蟹攝、止攝合口三等非組的字，如「非肥匪費」等，在關東除了信蚌片，其餘多發fi音。關西則如下：
| 分區   | 例   | 非   | 飛   | 妃   | 肥   | 匪   | 費   | 微   | 未   | 肺    |
| ------ | ---- | ---- | ---- | ---- | ---- | ---- | ---- | ---- | ---- | ----- |
| 汾河片 | 運城 | /ɕi/ | /ɕi/ | /ɕi/ | /ɕi/ | /ɕi/ | /ɕi/ | /vi/ | /vi/ | /fei/ |
| 關中片 | 渭南 | /ɕi/ | /ɕi/ | /ɕi/ | /ɕi/ | /ɕi/ | /ɕi/ | /vi/ | /vi/ | /fei/ |
| 秦隴片 | 寶雞 | /fi/ | /fi/ | /fi/ | /fi/ | /fi/ | /fi/ | /vi/ | /vi/ | /fei/ |
| 隴中片 | 天水 | /fi/ | /fi/ | /fi/ | /fi/ | /fi/ | /fi/ | /vi/ | /vi/ | /fei/ |

### 子變韻
開封、鄭州、洛陽等地，普通話中的“-子”尾詞不加“-子”尾，而以[au]音作結尾。如開封：鴨子iau，騾子luau，鼻子biao，筷子kiau。
濮陽、商丘、清豐、南樂一帶則將子讀為「得」dê[te]，如車得、票得、房得、孩得等等。但是，商丘一带，会有特殊情况，"子"前音节若为an, en, in, un, ang eng, ying, ong，"得"会变成den音，如房子fang den, 箱子xiangden, 棒子bangden, 光膀子guang bang den。

### 所有格變韻
在语法上，部分中原官话的人称代词转為所有格時会变韻。如第一人称（普通话“我”，英语I）在关中话中为/ŋè/，第一人称所有格代词（普通话“我”或“我的”，英语my）则变为/ŋǎi/。